# 布拉迪斯拉发斯洛伐克工业大学
布拉迪斯拉发斯洛伐克工业大学（STU）是斯洛伐克最大和最古老的工业大学。

## 大学结构
- 土木工程学院
- 机械工程学院
- 电气工程与信息技术学院
- 化学与食品技术学院
- 建筑与设计学院
- 材料科学与技术学院（位于特尔纳瓦）
- 信息学与信息技术学院
- 管理学院
- 工程研究所